# Gwiazdka z Kubusiem Puchatkiem
Gwiazdka z Kubusiem Puchatkiem lub Puchatkowa Gwiazdka (ang. Winnie the Pooh and Christmas Too) – amerykański krótkometrażowy film animowany z 1991 roku, specjalny bożonarodzeniowy odcinek serialu Nowe przygody Kubusia Puchatka. Światowa premiera odbyła się 14 grudnia 1991 roku na stacji ABC. W 1992 roku animacja ta była nominowana do Nagrody Emmy, zaś tygodnik TV Guide umieścił ją na szóstym miejscu Rankingu 10 Najlepszych Odcinków Świątecznych.
Premiera w Polsce odbyła się 23 grudnia 1995 roku w TVP1 razem z kreskówką Mistrz hokeja z udziałem Kaczora Donalda. W 2002 roku film został ponownie wykorzystany jako retrospekcja i wydany z nową wersją dubbingu w filmie Kubuś Puchatek: Puchatkowego Nowego Roku.

## Fabuła
Kiedy Krzyś pisał list do Świętego Mikołaja z prośbą o prezenty dla przyjaciół, Puchatek niczego sobie nie zażyczył. Postanowił więc z Prosiaczkiem złapać list. Kiedy im się to udało, poszli do Królika i go uzupełnili. Lecz, miś zamiast na północ skierował list na południe i list przyfrunął z powrotem do jego domku. Aby nie zawieść swych przyjaciół, Kubuś i Prosiaczek postanawiają roznieść dla nich prezenty osobiście.

## Obsada
- Jim Cummings – Kubuś Puchatek
- John Fiedler – Prosiaczek
- Edan Gross – Krzyś
- Ken Sansom – Królik
- Paul Winchell – Tygrys
- Peter Cullen – Kłapouchy
- Michael Gough – Gofer
- Patricia Parris – mama Krzysia

## Wersja polska
Wersja polska: Studio Opracowań Filmów w Warszawie

Reżyser: Miriam Aleksandrowicz

Dialogi: Krystyna Skibińska-Subocz

Dźwięk: Jerzy Januszewski

Montaż: Halina Ryszowiecka

Kierownictwo produkcji: Andrzej Oleksiak

Wystąpili:
- Jan Prochyra –
  - Kubuś Puchatek,
  - Kłapouchy
- Mirosław Wieprzewski –
  - Prosiaczek,
  - przywódca szkodników
- Mateusz Damięcki – Krzyś
- Ryszard Nawrocki – Królik
- Jacek Czyż – Tygrysek
- Ryszard Olesiński – Gofer
- Krzysztof Mielańczuk

i inni 
Lektor: Tadeusz Borowski

## Informacje dodatkowe
- W porównaniu do innych odcinków specjalnych, ten jest często wliczany w skład serialu Nowe przygody Kubusia Puchatka, czy też uznawany za jego finał, ze względu chociażby na kartę tytułową, kilka tych samych motywów muzycznych, zielone futro Królika, amerykański akcent Krzysia czy pojawienie się robaków.
- W drugiej polskiej wersji dubbingu, gdy Krzyś wysyła list, a przyjaciele wiwatują, słychać też Maleństwo, mimo że go tam nie ma.
- Jest to jedyny odcinek specjalny, w którym nie ma piosenek.
- W filmie Puchatkowego Nowego Roku odcinek ten został trochę zmodyfikowany:
  - Kwestie Edana Grossa jako Krzysia zostały zastąpione i ponownie zdubbingowane przez Williama Greena,
  - Zmieniono kolor futra Królika z zielonego na żółty,
  - Usunięto spadające płatki śniegu na samym końcu odcinka,
  - Wycięto jedną scenę, w której Prosiaczek dyszy przebrany za renifera i zamiast tego zastąpiono ją innymi.